# NGC 999
NGC 999 (również PGC 10026 lub UGC 2127) – galaktyka spiralna z poprzeczką (SBa), znajdująca się w gwiazdozbiorze Andromedy. Odkrył ją Édouard Jean-Marie Stephan 8 grudnia 1871 roku.